# 終極動員令4：泰伯倫暮光
《終極動員令4：泰伯倫暮光》（英語：Command & Conquer 4: Tiberium Twilight）是一款於2010年3月16日推出的即時戰略遊戲，並且將會是終極動員令系列最新的一款遊戲。美商藝電洛杉磯正在進行此遊戲的開發工作。此遊戲亦是泰伯倫系列的最後一款遊戲。此遊戲的詳情和一段預告片已在2009年7月24日在美商藝電的網站上發佈。《終極動員令 4》同時會強制玩家不論是以單人模式或多人模式進行遊戲時，必須連接到互联网。

## 遊玩模式
《終極動員令3》要求玩家收集地圖上的泰伯倫礦石來升級和建立自己的軍隊，進而襲擊對手的基地。《終極動員令4》會與過往終極動員令系列的遊戲有很大的分別，包括引入新的操作介面、勝利條件和基地建築方式。《終極動員令4》不再采用全殲敵人的勝利條件，而是采用了取得勝利點數的勝利條件。 《終極動員令4》也會引入類似角色扮演遊戲的階級遊戲系統(class based gameplay)
遊戲的操作介面會捨棄終極動員令系列傳統的側邊欄，改用類似將軍系列的底欄。遊戲介面似受世紀帝國系列的影響。放弃資源採集系統，取而代之的是收集泰伯倫礦石而獲得升級點數的系統，并用這些升級點數來升級自己的科技和部隊。

### 登場陣營
《終極動員令4》只有兩個可使用的陣營: 全球防衛組織和NOD兄弟會。
每個陣營會分成三個可升級的軍種：
- 攻击组（Offense Class）
- 防御组（Defense Class）
- 支援组（Support Class）

每軍種會有各自的專門單位特性（進攻、防衛和支援），同時有數種共同單位，如工程師，但每軍種會擁有其獨特的單位、建築、能力和升級組合。 進攻軍以坦克群為主力，使用明刀明槍式的戰術。 防衛軍則偏好使用歩兵，配有強大的防禦設施，如碉堡和砲台等。支援軍以空軍和改裝車輛為核心，並擁有用以支援友軍的特殊能力 。
於《終極動員令3》出場的異形（Scrin）於本作將不能使用，而它們的故事也將不再進一步發展。而在《終極動員令：泰伯倫之日》出場的變異人“被遺忘者”（The Forgotten）會再出現，不過不是劇情要點。他們在地圖上作為中立者出現，玩家可以攻擊它們或者與它們結盟來使用他們的單位。

### 戰役模式
《終極動員令4》提供《紅色警戒3》的戰役合作模式，容許多人遊戲。GDI和NOD都有自己的獨立戰役。

### 單位
《終極動員令4》會提供約80個單位 ，包括很多新單位和前作單位的升級版本。
《終極動員令4》的單位仍可像終極動員令3一般進行升級。

## 故事大綱
遊戲背景設定在2062年，在《終極動員令3》的15年後，泰伯倫礦再次進化並不停地自我繁殖，令地球環境造成巨大污染，變得更不適合居住。NOD的領袖肯恩再度出現，並前往GDI於英國曼徹斯特的總部，肯恩在GDI無法解決泰伯倫礦污染問題後，主動聯絡GDI。在控制泰伯倫礦和將泰伯倫礦轉成新的能源的希望下，GDI和NOD開始合作。然而，GDI和NOD內部的激進分子不同意這轉變。這最終導致第四次泰伯倫戰爭的爆發。
肯恩的故事會在《終極動員令4》完結。《終極動員令4》會揭曉肯恩的身世，並解釋他對泰伯倫礦的着迷。

## 發展
《終極動員令4》只發行了Windows版本。

### 發表
《終極動員令4》在2009年7月28日由美商藝電英國的公共關係小組經過社交網站Twitter發表的。美商藝電在7月29日在電玩網站GameSpot正式發表《終極動員令4》，並開始向愛好者尋求意見，為《終極動員令4》擬定一個副題。
2009年8月22日，美商藝電宣布了由社区玩家选举的结果，《命令与征服4》的副标题确定为“Tiberian Twilight”（泰伯倫暮光）。

## 评价
| 汇总媒体   | 得分   |
| ---------- | ------ |
| Metacritic | 64/100 |

| 媒体          | 得分   |
| ------------- | ------ |
| 1UP.com       | C−     |
| Eurogamer     | 6/10   |
| Game Informer | 7.5/10 |
| GamePro       | [ 15 ] |
| GamesRadar+   | 7/10   |
| GameSpot      | 7/10   |
| GameSpy       | [ 18 ] |
| IGN           | 7.4/10 |

《終極動員令4：泰伯倫暮光》普遍反映比前代版本更差的评价。1UP.com的汤姆·奇克（Tom Chick）批评该游戏需要几个小时的单人战役，然后才能解锁其他单位或军械库——而且这对于赢得多人游戏还至关重要的。 Game Informer的Adam Biessener强调该游戏是专门为多人游戏制作的，并建议甚至不要玩单人游戏（如引述所说“要么与朋友一起玩，或根本不玩”），GameSpot的评测和Eurogamer的Alec Meer评测也提到这点。许多负面评论都集中在单人战役和实况视频上。游戏的数字版权管理软件要求玩家始终保持互联网在线状态，如果连接断开，则会导致游戏进度损失，这也引起了批评。
GamePro给出5分总分的4分评价，认为它的“机动式建筑基地”概念很好，在线多人游戏环境始终稳定，可以继续发展，但批评了保持互联网连接不能中断和账户“等级”机制会对多人游戏玩家间的游戏科技水平不平衡。IGN给出10分总分的7.4分，表示很高兴看到开发人员和发行商挑战冒着已经过时的特许经营权作出改变的风险，但指出EA Los Angeles彻底改变了整个游戏玩法而不是改善游戏玩法，从而创造了一种体验几乎不像以前的《命令与征服》游戏。GamesRadar在10分中给了7分，认为总体而言，《終極動員令4》是一种可见的倒退，作为单人游戏，“它是半身像”。GameSpot在10分中给了7分，说作为单人游戏不值得，但作为多人游戏使游戏变得有趣。
《命令与征服4》曾连续多年位列Steam评价最差排名前五，直到2021年10月EA将其从Steam下架。